# Sára Júlia
Sára Júlia (Budapest, 1974. március 7.) filmrendező.

## Életpályája
Szülei: Sára Sándor (1933–2019) filmrendező és Szegedi Erika (1942–2023) színésznő. 1988–1992 között a Toldy Ferenc Gimnázium diákja volt. 1992–1996 között a Színház- és Filmművészeti Főiskola film- és televíziórendező szakos hallgatója volt Herskó János osztályában. 2006–2011 között doktorált a Színház- és Filmművészeti Egyetemen.
Forgatókönyveket ír, portréműsorokat készít – Sopsits Árpád, Garas Dezső, Molnár Piroska –, kulturális magazinműsorokat rendez. Rendszeresen utazik ki Oroszországba. Filmjeit a racionalitás és irrealitás jellemzi. Az abszurd és groteszk szituációkat előnyben részesíti.

## Filmjei
- Remiz (1993)
- Minden úgy van, ahogy van (1994)
- Ez van, Azarel (1995)
- Tangó (1996)
- Apa győz (1996-1997)
- Félválófél (2000)
- Egérút (2000-2001)
- Tálentum (2001)
- Arcképvázlat Sopsits Árpádról (2001)
- Filmesek egy rakáson (2002)
- Garas Dezső színművész (2004)
- Magyar elsők (2005)
- Zoób Kati divattervező (2005)
- Molnár Piroska (2005)
- Békéstarhos – A legendás zeneiskola (2006)
- Tréfa (2009)
- Magyar világkarrierek (2010)
- Bulvár (2011)

## Könyvei
- Mamiko nappalai; Noran Libro, Budapest, 2014
- Grafit Márta és a kaktuszok; Noran Libro, Budapest, 2015
- Coda. Regény; Noran Libro, Budapest, 2017